# Helicoverpa toddi
Helicoverpa toddi là một loài bướm đêm thuộc họ Noctuidae. Nó được tìm thấy ở miền trung và miền nam Châu Phi, bao gồm Nam Phi và Madagascar.